# Evania eos
Evania eos är en stekelart som beskrevs av Ceballos 1950. Evania eos ingår i släktet Evania och familjen hungersteklar. Inga underarter finns listade i Catalogue of Life.